# アイヒマンを追え! ナチスがもっとも畏れた男
『アイヒマンを追え! ナチスがもっとも畏れた男』（アイヒマンをおえ! ナチスがもっともおそれたおとこ、原題: Der Staat gegen Fritz Bauer）は、2015年のドイツの伝記映画。監督はラース・クラウメ、出演はブルクハルト・クラウスナーとロナルト・ツェアフェルトなど。ナチスの最重要戦犯アドルフ・アイヒマン逮捕の影の功労者であるドイツ人検事フリッツ・バウアーの執念と苦悩を描いている。
2016年のドイツ映画賞で作品賞、監督賞、音楽賞、助演男優賞（ロナルト・ツェアフェルト）、美術賞、衣装デザイン賞の6部門を受賞した。

## ストーリー
1950年代後半、西ドイツ・フランクフルト。経済復興が進む一方、戦争の記憶が風化しようとしていく中、検事長のフリッツ・バウアーはナチス戦犯の告発に執念を燃やしていた。
バウアーの運転手は、自宅の浴槽で意識を失っているバウアーを発見する。彼は病院に運ばれる、警察は政治的動機からの自殺未遂を疑う。彼のことを良く思わない者、特にクライドラー司法長官と連邦刑事庁（BKA）のポール・ゲプハルトにとっては都合が良い。
バウアーの回復中に、彼の執務室からあるファイルが消える。彼は検察官たちを呼び出して、ナチス犯罪者の訴追の進展について尋ねる。しかし、検察官たちは何の成果も示せない。若い検察官カール・アンガーマンはバウアーに、バウアーから陳述書作成の依頼を受け、問題のファイルを自分が受け取ったことをバウアーに思い出させる。バウアーはこの若い検事は信頼できると感じ、自分のやっていることにより自分は「敵国にいる」と感じていることから、週末の自宅での会合に彼を招く。バウアーはアルゼンチンにいるアドルフ・アイヒマンをドイツの法廷に出廷させたいと考えている。しかし、BKAと国際刑事警察機構は政治犯罪は管轄外なため、バウアー氏はイスラエル諜報機関モサドとの連携を検討している。
アルゼンチンから来た手紙を受け取ったバウアーは、アイヒマンが別の名前でアルゼンチンに住んでいることを知る。バウアーはアイヒマンの罪をドイツの法廷で裁くため、アンガーマンと共に証拠固めと潜伏場所の特定に奔走するが、ドイツ国内に巣食うナチス残党による妨害や圧力に曝され、孤立無援の苦闘を強いられる。彼はその書簡をモサドに渡し、イスラエルにも出張しモサドの事務所で状況を説明する。モサドのボス、イッサー・ハレルは既にこのルートを調査してきており、バウアーが追加の証拠を示した場合にのみアイヒマンを拉致する意向である。
アンガーマンはバウアーに同性愛者の裁判での判決について助言を求める。バウアーが同様の事案に言及した後、アンガーマンは極めて低い刑を要求する。被告の友人であるビクトリアはアンガーマンに感謝し、ナイトクラブ「コケット」に招待する。アンガーマンはその女性と恋に落ちるが、その女性はトランスジェンダーであることが判明する。BKAは彼らの間の性行為の写真を入手しており、それを使ってアンガーマンを脅迫しようとする。
バウアーは、元ナチスのシュナイダーがダイムラー・ベンツの南米の人事部門で働いていることを知り、アルゼンチンでのアイヒマンのコードネームを入手するよう圧力をかける。彼は入手したコードネームをモサドに伝え、これが追加の証拠となる。アイヒマンはアルゼンチンでモサドによって拘束され、イスラエルに連行される。バウアーによるアイヒマン引き渡し要請は、コンラート・アデナウアー政権下の連邦政府によって拒否される。西ドイツとイスラエルの間に大規模な武器取引が行われており、多くの元ナチスが閣僚レベルに至るまで西ドイツ政府に入り込んでいることから、ドイツ法廷でのアイヒマンの証言の内容によっては、政府が危機に陥る可能性があるためである。
アンガーマンは自分の醜聞写真のために脅迫に従うことは出来ないことから、第175条違反の罪で自首する。バウアーは一時は諦めようと思っていたのだが、その後ナチスの捜査に乗り出し、最終的にはフランクフルト・アウシュヴィッツ裁判につながる。

## キャスト
※括弧内は日本語吹替

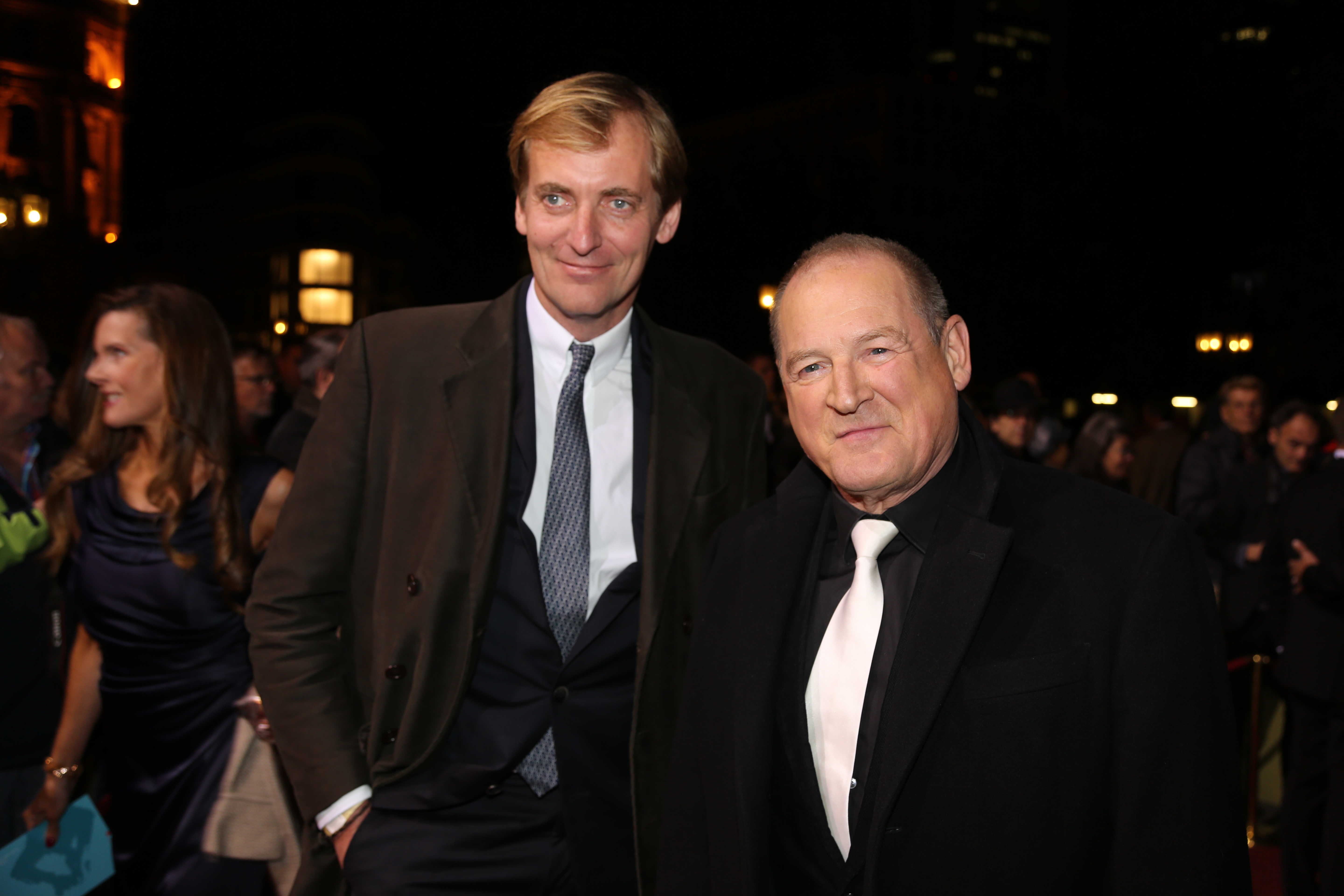
監督のラース・クラウメ（左）と主演のブルクハルト・クラウスナー。

- フリッツ・バウアー（ドイツ語版）: ブルクハルト・クラウスナー（玉野井直樹）
- カール・アンガーマン: ロナルト・ツェアフェルト（三上哲）
- ヴィクトリア: リリト・シュタンゲンベルク（ドイツ語版）
- ポール・ゲブハルト: イェルク・シュットアウフ（ドイツ語版）
- ウルリヒ・クライトラー: ゼバスティアン・ブロンベルク（ドイツ語版）（堀越富三郎）
- アドルフ・アイヒマン: ミヒャエル・シェンク（ドイツ語版）（小形満）
- ハインツ・マーラー: ルーディガー・クリンク（ドイツ語版）
- シュト嬢: ローラ・トンケ（ドイツ語版）
- ゲオルク＝アウグスト・ツィン（ドイツ語版）: ゲッツ・シューベルト（ドイツ語版）
- ハイム・コーン（ドイツ語版）: ダニー・レヴィ（ドイツ語版）
- シャルロッテ・アンガーマン: コルネリア・グレーシェル（ドイツ語版） - カールの妻。
- シャルロッテの父: ロベルト・アルツォルン（ドイツ語版）

## 作品の評価
Rotten Tomatoesによれば、37件の評論のうち84%にあたる31件が高く評価しており、平均して10点満点中7.42点を得ている。
Metacriticによれば、14件の評論のうち、高評価は9件、賛否混在は4件、低評価は1件で、平均して100点満点中61点を得ている。